# Drosophila elegans
Drosophila elegans är en tvåvingeart som beskrevs av Bock och Wheeler 1972.

## Taxonomi och släktskap
D. elegans ingår i släktet Drosophila och familjen daggflugor.

## Utbredning
Artens utbredningsområde är Filippinerna.